# سطح شیب‌دار
سطح شیب‌دار یا شیب‌راهه یا رمپ (به انگلیسی: ramp) به یک صفحهٔ مسطح زاویه‌دار گفته می‌شود که یک کس طرف آن از طرف دیگر بلندتر است و به عنوان وسیله‌ای برای جابه‌جا کردن بار از یک سمت به سمت دیگر به کار می‌رود. سطح شیب دار یکی از شش ماشین ساده است که توسط دانشمندان دوره رنسانس تعریف شد. سطح شیب دار استفاده گسترده‌ای در جابه‌جا کردن بار دارد. این استفاده شامل رمپ‌های بارگیری کامیونت‌ها، سکوهای هواپیما و قطار و سطوح شیب‌دار مورد استفاده برای پل‌های هوایی است. از نظر فیزیکی، جا به جایی بار به بالا توسط سطح شیب دار به نیروی کمتری نسبت به کشیدن مستقیم به بالا نیاز دارد.

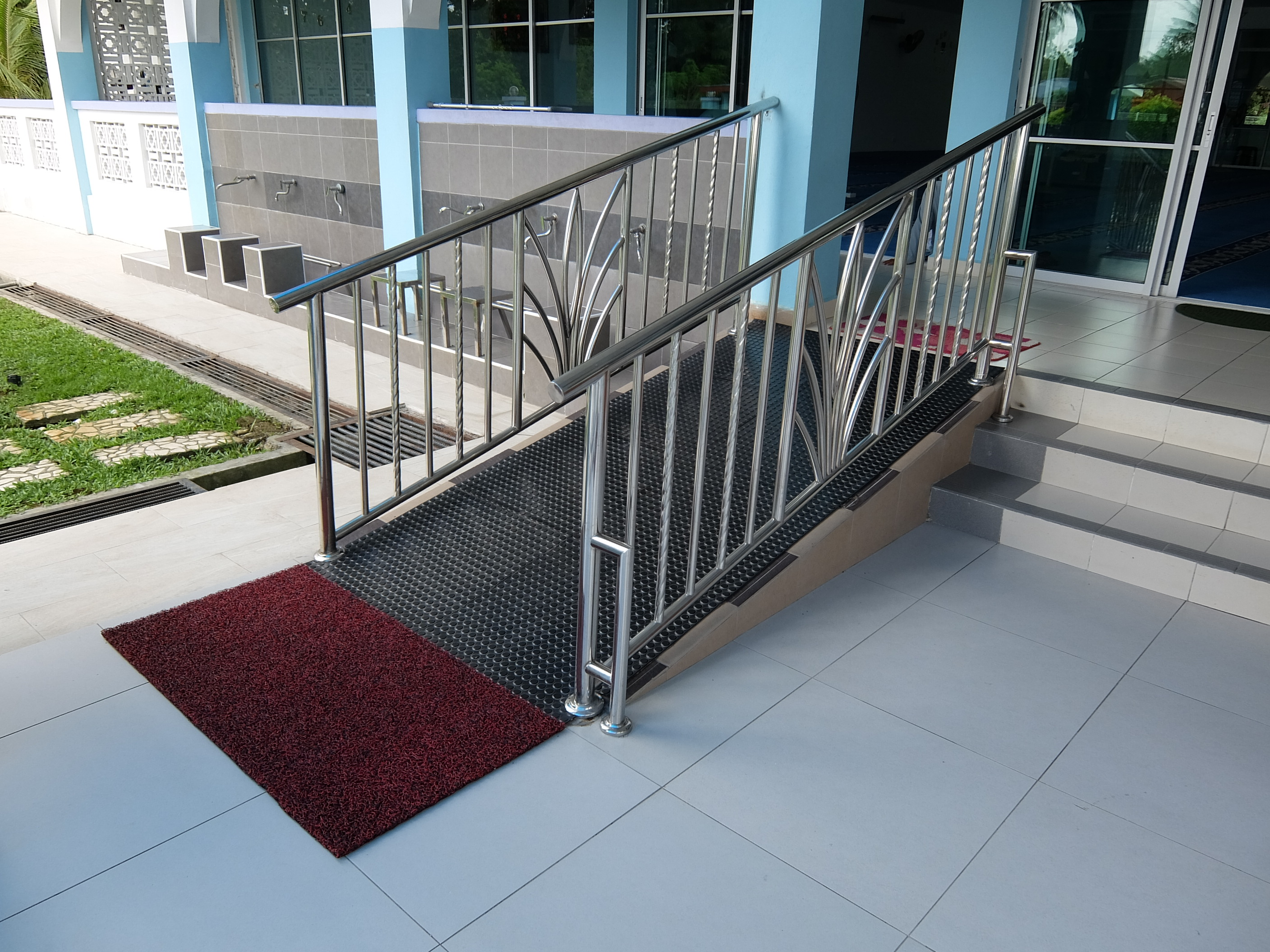
سطح شیب‌دار

مزیت مکانیکی سطح شیب دار از نسبت طول سطح شیب دار به ارتفاع آن است که عدد به دست آمده فاقد یکا است و به علت استفاده غالب آن به عنوان افزاینده نیرو طول آن از عرض آن بیشتر است و مزیت مکانیکی آن هم از یک همواره بیشتر است.

## اهمیت سطح شیب دار
اگر جسمی با جرم معین را روی سطح شیبدار قرار دهیم با تعیین نیروهای وارد شده بر این جسم میتوان حرکت آن را مورد بررسی قرار داد. از آنجا که بیشتر حرکت های موجود در طبیعت از این نوع می باشد لذا سطح شیبدار در مسایل مکانیک از اهمیت زیادی برخوردار است.